# فایل تورنت
فایل تورنت (به انگلیسی: Torrent file) یک پرونده است که حاوی فراداده‌هایی دربارهٔ فایل‌ها و فولدرهای به اشتراک گذاشته شده در بیت‌تورنت و لیست بیت‌تورنت ترکرها که به یافتن سرور کارا کمک می‌کند، می باشد.
پس از یافتن فایل مربوطه که پسوند‌ .torrent دارد کافی است روی آن دو بار کلیک کنید تا Client خودکار اجرا شده و پس از بررسی اطلاعات فایل، آن را دانلود کند. 

## ساختار فایل
یک فایل تورنت به شکل فایل باینری (پرونده دو دویی) است. و محتوی لیست فایل‌ها و فراداده قطعات است. فایل تورنت همچین می‌تواند شامل لیست ترکرها باشد. 